# خط سكة حديد من القراح إلى تقرت
الخط من القراح إلى تقرت هو خط سكة حديد من شبكة السكك الحديدية الجزائرية. وهو أحد الخطوط العمودية الرئيسية الثلاثة لشبكة السكك الحديدية الجزائرية (الخطوط المسماة بالخطوط المخترقة). يربط بين قرية القراح (بلدة ببلدية أولاد رحمون الواقعة جنوب قسنطينة) وتقرت، في شمال الصحراء الجزائرية.
افتتح على مراحل بين عامي 1882 و1914.

## التاريخ

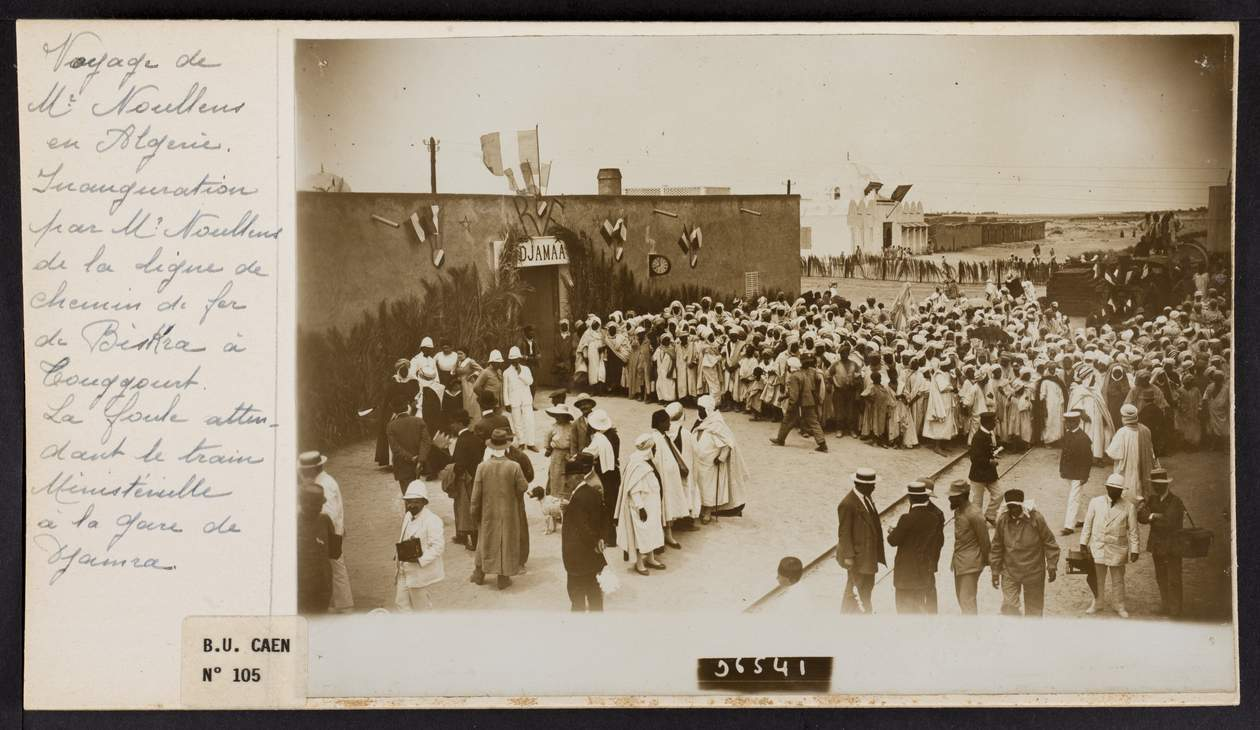
افتتاح القسم من بسكرة إلى تقرت، في محطة جامعة، سنة 1914.

اتُخذ قرار إنشاء خط من القراح إلى بسكرة عبر باتنة على مسافة 201 كيلومتر في 18 يوليو 1879. وقد مُنحت على مراحل في عامي 1880 و1884 لشركة الشرق الجزائري.
افتُتح القسم الأول حتى باتنة على مسافة 80 كلم في 1 نوفمبر 1882 ومُدّ بطول 33 كم إلى عين التوتة في 26 يوليو 1886م، ثم بطول 32 كم إلى القنطرة بولاية بسكرة في 9 فبراير 1887 وأخيراً وصلت إلى بسكرة بعد إضافة 56 كم في 1 يوليو 1888.
اتُخذ قرار تمديد الخط إلى تقرت في 4 أبريل 1910. نفذته إدارة الأقاليم الجنوبية ووُضع في الخدمة في 1 يونيو 1914 بُني هذا القسم الذي يبلغ طوله 217 كلم بحارة مترية قبل تحويله إلى حارة قياسية في عام 1958.

## الخط

### السمات
يبلغ طول الخط 417 كلم، وهو عبارة عن مسار مفرد بمقياس قياسي وليس مكهربًا.

### المسار والملف الشخصي
لا توجد تضاريس صعبة لعبور هذا الخط باستثناء المرور عبر مضيق القنطرة الذي يعبره على جانب منحدر من خلال سلسلة من الأنفاق الصغيرة.
ويوجد بها عمل فني مهم وهو جسر وادي جدي بطول 300 متر في أوماش.

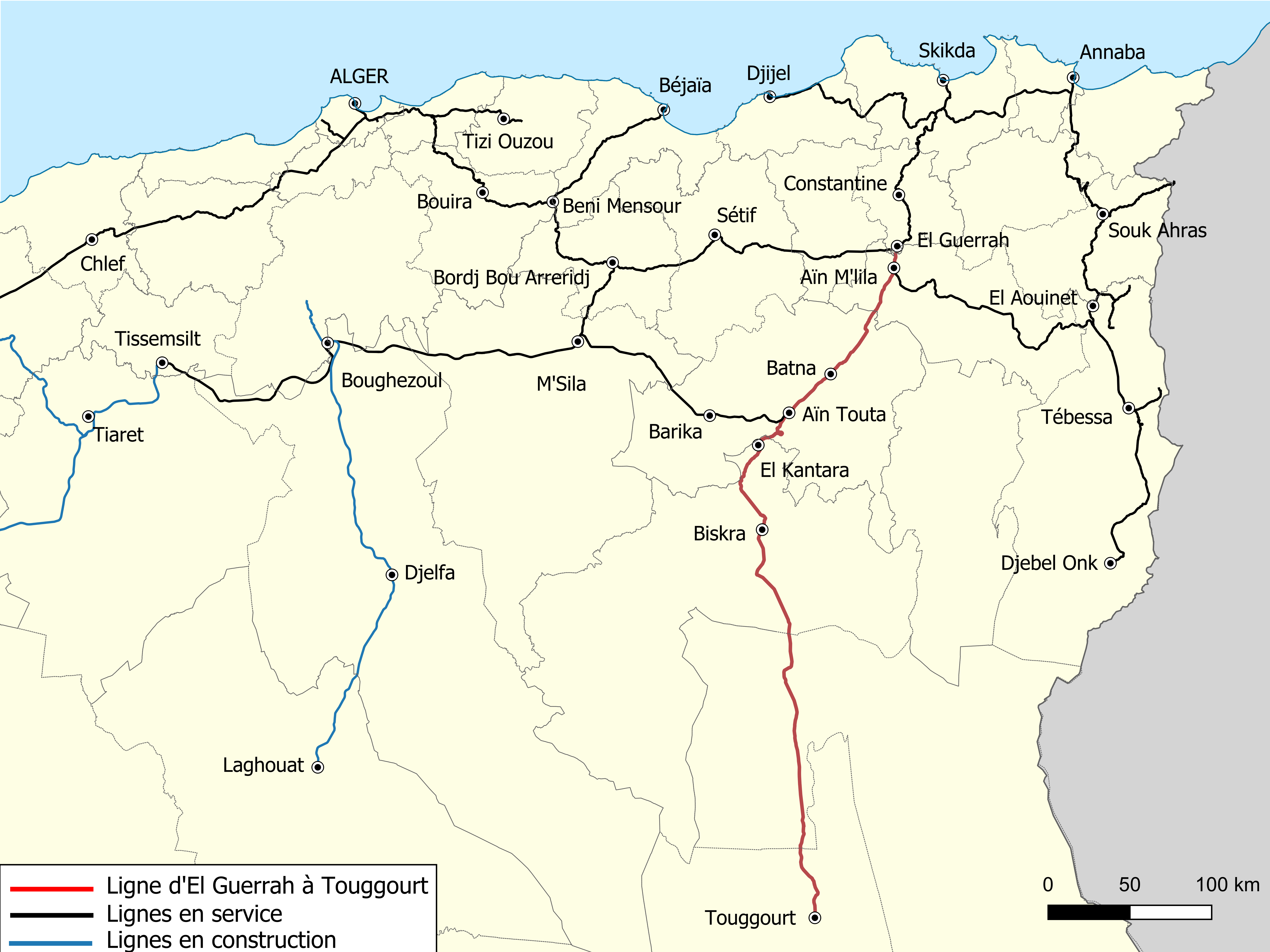
موقع خط القراح - تقرت في شمال شرق الجزائر.

### حدود السرعة
- تبلغ السرعة بين القراح وباتنة ما بين 70 و 80 كم/سا في المتوسط. .
- تبلغ السرعة بين باتنة وبسكرة بين 60 و 70 كم/سا .
- تستغرق الرحلة بين بسكرة وتقرت 2 س 15 بمتوسط سرعة 100 كم/سا ، مع سرعات قصوى تتراوح بين 120 إلى 122 كم/سا.[4]

## خدمات
يسمح الخط بنقل الركاب والبضائع.
تستخدمه:
- قطارات المسافات الطويلة :
  - الجزائر – باتنة [5] ؛
  - الجزائر - تقرت [6][7] ؛
  - الجزائر – تبسة ؛
- القطارات الإقليمية للاتصالات :
  - قسنطينة – بسكرة ؛
  - سكيكدة – عين التوتة ؛
  - عين التوتة – باتنة – جرمة.[8]

## محطات على الخط
| المكان                | (ن ك)       | معلومات                                       |
| --------------------- | ----------- | --------------------------------------------- |
| القراح                | ن ك 0       | قطارات الخطوط الرئيسة والإقليمية              |
| عين مليلة             | ن ك 10،800  | قطارات الخطوط الرئيسة والإقليمية              |
| أولاد زواي            | ن ك 30،900  | محطة مغلقة                                    |
| عين ياقوت             | ن ك 46،200  | قطارات الخطوط الرئيسة والإقليمية              |
| جرمة                  | ن ك 62،200  | قطارات الخطوط الرئيسة والإقليمية              |
| جامعة مصطفى بن بولعيد | ن ك 66،700  | قطارات الخطوط الإقليمية                       |
| باتنة                 | ن ك 79،600  | قطارات الخطوط الرئيسة والإقليمية، نقل البضائع |
| جامعة الحاج لخضر      | ن ك 82،700  | قطارات الخطوط الإقليمية                       |
| عين التوتة            | ن ك 111،400 | قطارات الخطوط الرئيسة والإقليمية              |
| القنطرة               | ن ك 144،900 | قطارات الخطوط الرئيسة والإقليمية              |
| منبع الغزلان          | ن ك 161،000 | قطارات الخطوط الإقليمية                       |
| لوطاية                | ن ك 173،100 | قطارات الخطوط الرئيسة والإقليمية              |
| بسكرة                 | ن ك 200،300 | قطارات الخطوط الرئيسة والإقليمية، نقل البضائع |
| أوماش                 | ن ك 222،400 | محطة مغلقة                                    |
| اسطيل                 | ن ك 278،000 | محطة مغلقة                                    |
| أنسيغة                |             | محطة مغلقة                                    |
| المغير                | ن ك 316،400 | قطارات الخطوط الرئيسة والإقليمية              |
| جامعة                 | ن ك 364،200 | قطارات الخطوط الرئيسة والإقليمية              |
| تقرت                  | ن ك 417،000 | قطارات الخطوط الرئيسة والإقليمية، نقل البضائع |

### وصلات خارجية
- الموقع الرسمي للشركة الوطنية للنقل بالسكك الحديدية